# Zachwap

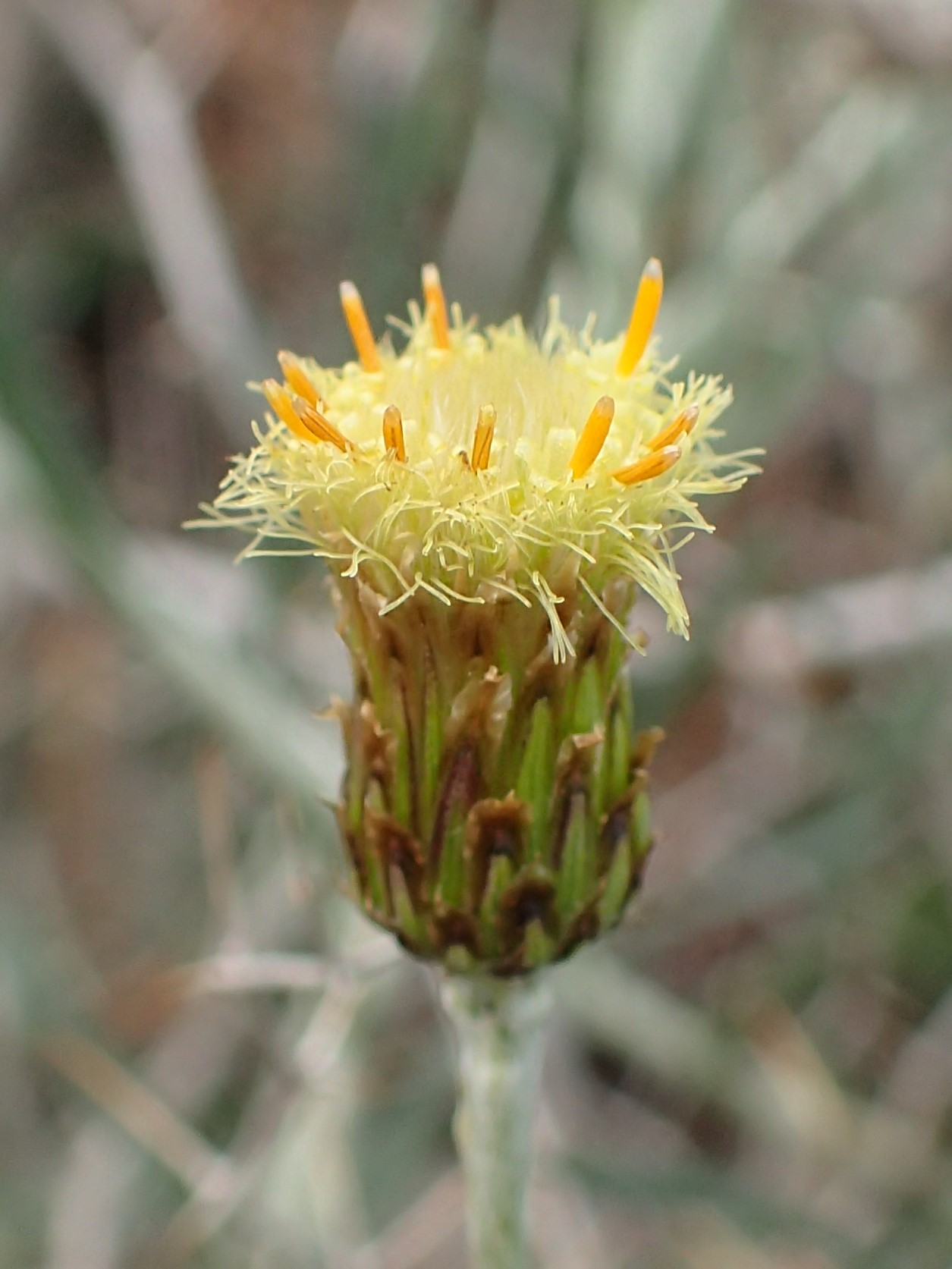
Phagnalon saxatile

Zachwap (Phagnalon Cass.) – rodzaj roślin z rodziny astrowatych. Obejmuje 35 gatunków. Zasięg rodzaju rozciąga się od Wysp Kanaryjskich poprzez północną Afrykę, południową Europę po Bliski Wschód i rejon Himalajów. W Europie rośnie 6 gatunków. W Polsce spotykany bywa tylko w uprawie zachwap grecki P. graecum.

## Morfologia
PokrójNiewielkie krzewy i drewniejące byliny zwykle gęsto, biało owłosione, przynajmniej na łodydze (liście rzadko owłosione).
LiścieSkrętoległe, zwykle siedzące, całobrzegie lub (częściej) ząbkowane, często podwinięte.
KwiatyZebrane w koszyczki, tworzące się pojedynczo na szczytach pędów pojedynczo lub po kilka. Okrywa koszyczków dzwonkowata lub jajowata, z listków dachówkowato ułożonych w kilku szeregach, błoniastych na brzegu i wierzchołku. Dno koszyczka jest płaskie i nagie, pozbawione plewinek. Korony kwiatów są żółte. Kwiaty języczkowe, żeńskie, są nitkowato cienkie, z drobnymi 3–5 ząbkami na szczycie, podobnej długości jak słupek. Słupek na szczycie rozwidlony, z cienkimi, zaokrąglonymi na szczycie ramionami. Kwiaty rurkowate obupłciowe, zakończone 5 drobnymi łatkami, prosto wzniesionymi.
OwoceNiełupki podługowate, mniej lub bardziej bocznie spłaszczone, pokryte rzadkimi włoskami. Włoski puchu kielichowego nieliczne i szybko odpadające, u nasady złączone, pierzaste.

## Systematyka
Pozycja systematyczna
Rodzaj z plemienia Gnaphalieae w podrodzinie Asteroideae z rodziny astrowatych Asteraceae.
Wykaz gatunków
- Phagnalon abyssinicum Sch.Bip. ex Hochst.
- Phagnalon acuminatum Boiss.
- Phagnalon barbeyanum Asch. & Schweinf.
- Phagnalon bicolor Ball
- Phagnalon × burnatii Briq. & Cavill.
- Phagnalon calycinum DC.
- Phagnalon darvazicum Krasch.
- Phagnalon garamantum Maire
- Phagnalon graecum Boiss. & Heldr. – zachwap grecki
- Phagnalon harazianum Deflers
- Phagnalon × hybridum Albert
- Phagnalon kotschyi Sch.Bip. ex Boiss.
- Phagnalon lavranosii Qaiser & Lack
- Phagnalon linifolium Post
- Phagnalon melanoleucum Webb
- Phagnalon murbeckii Faure
- Phagnalon nitidum Fresen.
- Phagnalon niveum Edgew.
- Phagnalon persicum Boiss.
- Phagnalon phagnaloides (A.Rich.) Cufod.
- Phagnalon pomelii Faure
- Phagnalon purpurascens Sch.Bip.
- Phagnalon pycnophyllon Rech.f.
- Phagnalon pygmaeum (Sieber) Greuter
- Phagnalon quartinianum A.Rich.
- Phagnalon rechingeri Lack & Qaiser
- Phagnalon retecta Qaiser & Lack
- Phagnalon rupestre (L.) DC.
- Phagnalon saxatile (L.) Cass.
- Phagnalon schweinfurthii Sch.Bip. ex Schweinf.
- Phagnalon sinaicum Bornm. & Kneuck.
- Phagnalon sordidum (L.) Rchb.
- Phagnalon stenolepis Chiov.
- Phagnalon telonense Jord. & Fourr.
- Phagnalon umbelliforme DC.
- Phagnalon woodii Qaiser & Lack
- Phagnalon yerrimense Qaiser & Lack